# 호세 듀몬트

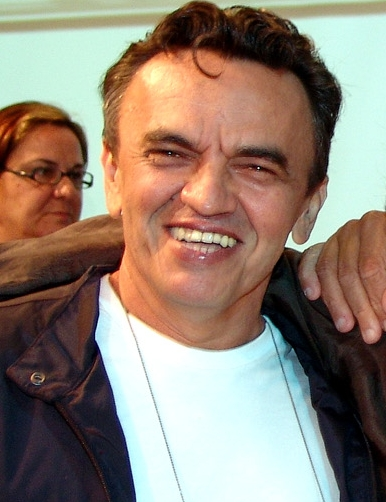

조제 두몽(José Dumont, 1950년 7월 1일 ~ )은 브라질의 배우, 텔레비전 배우이다.

## 영화
- 더 인티머씨 오브 스트레인저 (2018년)
- 더 캠브리지 스퀘터 (2016년)
- 더 타임 앤 턴 오브 아우구스토 마트라가 (2011년)
- 프란시스코의 두 아들 (2005년)
- 파라다이스 (2005년)
- 올가 (2004년)
- 태양의 저편 (2001년) - 아빠 역
- 엣 플레이 인 더 필즈 오브 더 로드 (1991년)
- 루시오 플라비오 (1977년)